# Corneli Fusc
Corneli Fusc (en llatí Cornelius Fuscus) va ser un militar roma, mort l'any 86. Sota el regnat de Neró va viure retirat gràcies a l'herència rebuda dels seus antecessors. Va liderar diverses campanyes sota el regnat dels emperadors de la dinastia Flàvia, arribant a ser cap de la Guàrdia Pretoriana de l'emperador Domicià. Formava part de la gens Cornèlia.
L'any 85, els Dacis van invadir la província romana de Mèsia, liderats pel rei Decèbal. Com a resposta, Domicià va enviar un poderós exèrcit que comptava amb 5 legions, sota les ordres de Fusc. Tot i que inicialment Fusc va aconseguir expulsar els bàrbars més enllà de la frontera de l'imperi, posteriorment va caure en una emboscada quan avançava per territori de la Dàcia. A la primera batalla de Tapae, la Legió V Alaudae va ser totalment exterminada i Fusc va morir amb ella.

## Regnat de Galba
Poc es coneix de Fusc abans que Galba fos proclamat emperador l'any 68, després del suïcidi de Neró. Malgrat la poca popularitat d'aquest darrer, moltes províncies es mostraven poc propenses a acceptar a Galba com el seu successor i Corneli Fusc va ser un dels pocs que es van mostrar obertament partidaris de Galba des del primer moment. Segons Tàcit, Fusc va tenir un paper important guanyant el suport d'una colònia romana no especificada a Hispània, el nord d'Itàlia o bé la Gàl·lia Galba, com a premi, el va nomenar nomenar procurator a Illyricum. Malgrat tot, els problemes de Galba no havien fet més que començar i aviat les legions de Germània i la pròpia Guàrdia Pretoriana es van revoltar. El 15 de gener del 68 Galba va ser assassinat i reemplaçat per Otó, governador de Lusitània, qui al mateix temps seria derrotat per les tropes de Vitel·li, governador de Germània. Aquest any, conegut com l'Any dels quatre emperadors, acabaria amb la revolta de Vespasià contra Vitel·li. Fusc va ser un dels més actius partidaris de Vespasià. Tàcit diu que en popularitat entre els soldats només Antoni Prim li passava al davant. La flota de Ravenna el va aclamar com el seu cap i va dirigir les naus per la costa oriental d'Itàlia en coordinació amb les forces de Vespasià. En les operacions a terra, Fusc va comandar la Legió V Alaudae en la segona batalla de Bedriacum i la conquesta de Roma. Vespasià el va recompensar donant-li el càrrec de pretorià.

## Regnat de Domicià
Fusc torna a desaparèixer de les cròniques dels historiadors durant els anys dels regnats de Vespasià (69-79) i el seu fill Tit (79-81), però sota Domicià va ser capità de la guàrdia imperial entre l'any 81 i el 86, i es va dedicar als plaers més grans del seu temps i somiant amb batalles. Finalment Domicià el va enviar a la guerra a Dàcia contra el rei Decèbal que havia derrotat un exèrcit romà i estava assolant Mèsia. Fusc va creuar el Danubi, però els dacis el van sorprendre a la primera batalla de Tapae, en la que van destruir el seu exèrcit, van capturar els seus estendards i el mateix Fusc va morir a la lluita. Marcial va escriure un epitafi. La Legió V no seria mai més reformada.